# 스미스섬 (일본)

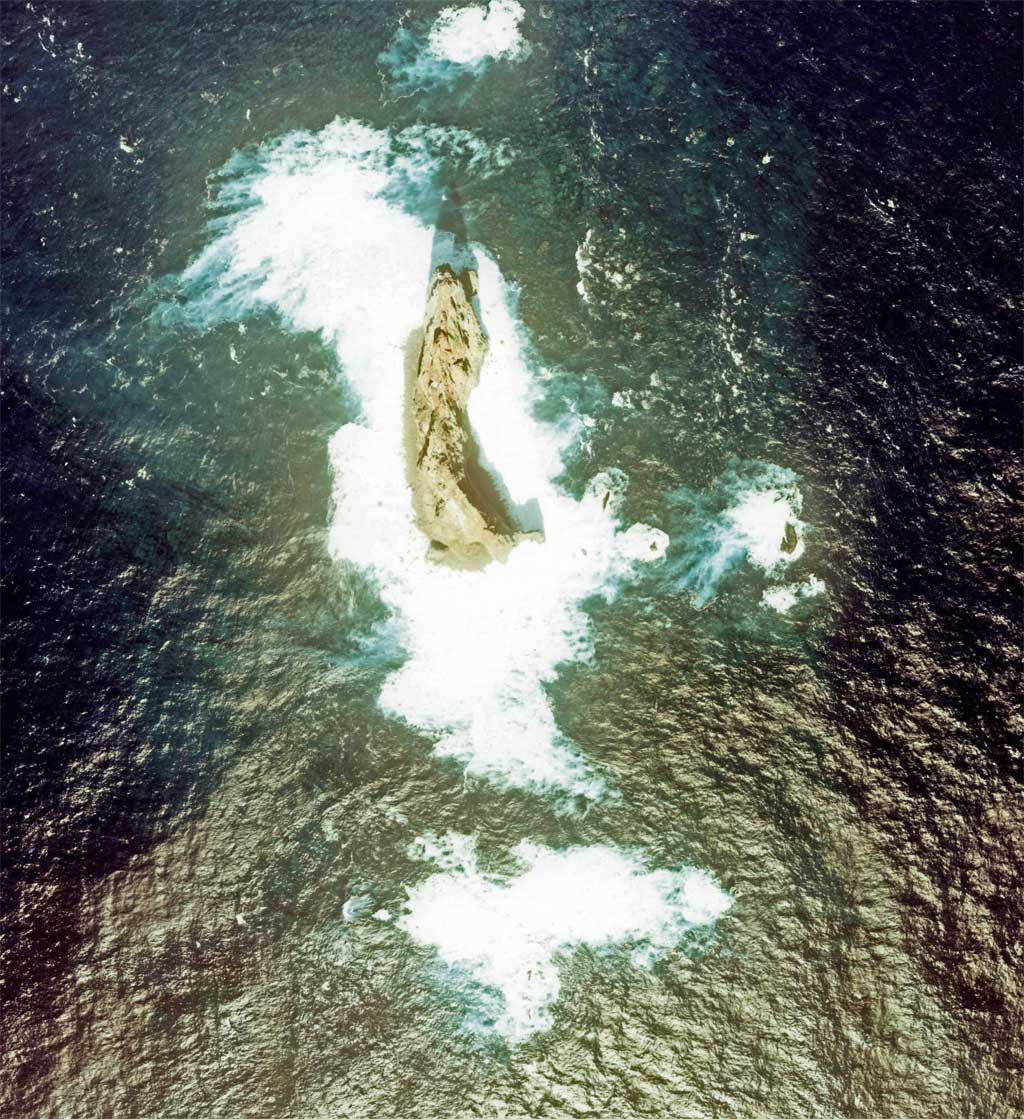
스미스섬 항공사진

스미스섬(일본어: 須美寿島)은 일본 이즈 제도에 속하는 섬이다. 행정구역상 도쿄도에 속하며, 한자 須美寿는 영어 Smith의 가차 표기(아테지)이다.
이즈 제도 남부의 아오가시마섬의 남쪽 약 110km에 위치하며 베요네즈 군(群)암초와 도리시마섬의 중간에 위치한다. 본 섬과 몇 개의 암초로 구성되어 있다. 본 섬은 남북으로 길고, 감람석과 현무암이 주요 성분인 돌출형 모양이다. 항로상 중요한 지점에 위치해 있다. 도쿄도 소속이지만, 그 하부 행정단위가 아직 미정인 상태로, 이 때문에 하치죠청이 통괄하고 있다.
섬의 북쪽에는 직경 10km의 바닷속 칼데라가 있으며, 스미스섬은 칼데라의 남쪽에서 솟아오른 정상부에 해당한다. 이 칼데라는 적어도 약 2만년전쯤에 형성된 것으로 추정되고 있다. 1990년대 섬이 부분적으로 붕괴되어 그 이전과 비교하여 섬의 모양이 상당히 변했다. 섬 주변은 풍부한 어족자원이 형성되어 있어, 낚시를 위해 섬을 찾는 사람들이 많다. 고기잡이배들이 좌초하는 일도 종종 발생한다.

## 같이 보기
- 이즈 제도